# Санта-Марія-Маддалена-ін-Кампо-Марціо (титулярна церква)
Титулярна церква Санта-Марія-Маддалена-ін-Кампо-Марціо (лат. Titulus Sanctae Mariae Magdalenae in Campo Martio) — титулярна церква була створена Папою Франциском 7 грудня 2024 року. Титул належить церкві Санта-Марія-Маддалена-ін-Кампо-Марціо, розташованої в історичній частині Риму в районі Кампо-Марціо, на Віа делла Маддалена, однієї з вулиць, що ведуть від Пьяцца делла Ротонда біля римського Пантеона, це регіональна церква жителів Абруцці.

## Список кардиналів-священиків титулярної церкви Санта-Марія-Маддалена-ін-Кампо-Марціо
- Вісенте Бокаліч Іглич (7 грудня 2024 — по теперішній час).